# Konstytucja Laosu
Konstytucja Laosu (lao. ປະເທດລາວ) – najważniejszy akt prawny określający podstawy ustroju Laotańskiej Republiki Ludowo-Demokratycznej. Została uchwalona 14 sierpnia 1991, z poprawkami naniesionymi w 2015.

## Historia
Pierwsza Konstytucja Laosu została uchwalona 12 października 1945 przez rząd Lao Issary. W 1946, po narzuceniu Laosowi ustroju monarchicznego przez Francję, przyjęto tam nową Konstytucję Unii Francuskiej, do której Laos należał jako niezależne państwo do 1975.

W 1975 została utworzona Laotańska Republika Ludowo-Demokratyczna, wtedy też z polecenia Sekretarza Generalnego partii rządzącej i ówczesnego Premiera Laosu, Kaysone’a Phomvihana, miały zostać rozpoczęte prace nad nową, socjalistyczną Konstytucją Laosu. Zadanie to jednak otrzymało niski priorytet i dopiero 22 maja 1984 powstał piętnastoosobowy komitet zajmujący się pisaniem owego dokumentu. Działał on pod przywództwem członka Politbiura, Sisomphone Lovansai, a także z pomocą wschodnioniemieckich doradców.
Brak laotańskiej Konstytucji przez prawie 15 lat od początku powstania państwa był krytykowany przez liczne organizacje pozarządowe, takie jak Amnesty International, czy nawet przez propagandową gazetę Xieng Pasason („Głos Ludu”). Zaznaczano, że brak Konstytucji skutkuje brakiem praw, sprawiedliwości i demokracji, a także prowadzi do rozwoju anarchii.
Powodem, dla którego prace nad nową Konstytucją były tak opóźnione, był prawdopodobnie brak zgodności w Politbiurze w kwestiach konkretnych przepisów. Z tego też powodu w 1989 wybrany został nowy komitet, tym razem składający się z 19 osób, a w 1990 opublikowano pierwszy szkic nowej Konstytucji. Kontrowersją okazał się być przepis wprowadzający w Laosie system monopartyjny. Wywołał on niepokój społeczny, na którego temat wypowiedział się publicznie jeden z członków Komitetu Centralnego, który zapowiedział, że jakiekolwiek formy protestu będą tłumione masowymi aresztowaniami.
W lipcu 1990 grupa okołu 40 pracowników rządowych i intelektualistów utworzyła „Social Democratic Club”, który w swoich listach do rządu wzywał do przywrócenia systemu wielopartyjnego w Laosie. Wielu z nich w ramach protestu zrezygnowało ze swoich posad w rządzie. Protesty za granicą organizowali też m.in. studenci w Warszawie, Paryżu, czy w Pradze, w trakcie których wzywali do zorganizowania wolnych wyborów w Laosie. W październiku 1990, zgodnie z wcześniejszymi zapowiedziami Komitetu Centralnego, rozpoczęto pierwsze aresztowania protestujących. Po serii protestów, 14 sierpnia 1991, 16 lat po utworzeniu Laotańskiej Republiki Ludowo-Demokratycznej, Zgromadzenie Narodowe Laosu uchwaliło Konstytucję.

## Treść
Konstytucja Laosu składa się z preambuły i 119 artykułów, podzielonych na 14 rozdziałów.
W preambule podkreśla się multietniczność Laosu i walkę o wolność trwającą nieustannie od XVIII wieku. Socjalizm jest w niej ukazany jako źródło dobrobytu i główna wartość w państwie.
| Rozdział | Artykuły | Treść                                                               |
| -------- | -------- | ------------------------------------------------------------------- |
| I        | 1–12     | Ustrój polityczny                                                   |
| II       | 13–30    | Ustrój socjoekonomiczny                                             |
| III      | 31–33    | Obrona narodowa i bezpieczeństwo                                    |
| IV       | 34–51    | Podstawowe prawa i obowiązki obywateli                              |
| V        | 52–64    | Zgromadzenie Narodowe                                               |
| VI       | 65–68    | Prezydent Państwa                                                   |
| VII      | 69–75    | Rząd                                                                |
| VIII     | 76–84    | Lokalne Zgromadzenia Ludowe                                         |
| IX       | 85–89    | Władze Samorządowe                                                  |
| X        | 90–103   | Sądy Ludowe i Prokuratura                                           |
| XI       | 104–107  | Kontrola Państwowa                                                  |
| XII      | 108–109  | Komisja wyborcza                                                    |
| XIII     | 110–116  | Język, pismo, godło, flaga, hymn, święta narodowe, waluta i stolica |
| XIV      | 117–119  | Postanowienia końcowe                                               |